# クレシダ (小惑星)
クレシダ (548 Kressida) は小惑星帯の小惑星である。
パウル・ゲッツによってハイデルベルクで発見され、ウィリアム・シェイクスピアの戯曲『トロイラスとクレシダ』に登場するトロイアの姫にちなんで命名された。なお、天王星の衛星にも同じ由来を持つクレシダが存在するが、綴りが異なる (Cressida)。